# Discord
 Der er for få eller ingen kildehenvisninger i denne artikel, hvilket er et problem. Du kan hjælpe ved at angive troværdige kilder til de påstande, som fremføres i artiklen.

Discord er en gratis Voice over IP-applikation designet til gamere. Den specialiserer sig i tekst-, billed-, video- og lydkommunikation. Discord findes på Windows, MacOS, Android, iOS, Linux og i internetbrowsere.
I december 2017 havde Discord omkring 87 millioner brugere og i maj 2018 omkring 130 millioner brugere.

## Partnerskab
Discord partner er for Twitch-broadcastere, Mixer-broadcastere, YouTubere, Reddit-samfundet eller non-profit organisationer. Ved at have dette kan man få nogle fordele til Discord, som gratis Discord Nitro, personligt discord.gg-link, bedre lydkommunikation til ens server, eksklusivt ikon til sin profil og en Discord-hættetrøje kun for partnere.

## Discord Nitro
Discord Nitro er et abonnement, man kan købe hos firmaet Discord, så man får nogle fordele og er med til at støtte Discord økonomisk.